# Baie des Swains
La baie des Swains est une baie de la Grande Terre des îles Kerguelen, dans les Terres australes et antarctiques françaises. Elle est formée par les rivages sud-est de la péninsule Gallieni ainsi que par l'est de la presqu'île Jeanne d'Arc.